# منطقه حفاظت‌شده چلچلی
منطقهٔ حفاظت‌شدهٔ چلچلی یک منطقهٔ حفاظت‌شده با مساحت ۳۹۲۷۴ هکتار است که در استان گلستان در ایران قرار دارد. این منطقهٔ حفاظت‌شده طبق مصوبهٔ شمارهٔ ۷۹۹ در تاریخ ۹۹/۱۱/۰۶ در فهرست مناطق تحت حفاظت سازمان محیط زیست ایران قرار گرفت.